# Ádám Nagy
Ádám Nagy [uitspraak: ɑ'dɑm 'nɑtʃ, adam natsj] (Boedapest, 17 juni 1995) is een Hongaars voetballer die doorgaans speelt als middenvelder. In juli 2024 verruilde hij Pisa voor Spezia. Nagy maakte in 2015 zijn debuut in het Hongaars voetbalelftal.

## Clubcarrière
Nagy kwam als jeugdspeler uit voor diverse Hongaarse clubs en daarna het Spaanse VSI Rio Maior in 2011. Hij keerde na twee jaar terug naar Hongarije om daar te spelen in de jeugd van Ferencváros. Hiervoor debuteerde hij op 16 mei 2015 in het betaald voetbal, tijdens een met 0–1 gewonnen competitiewedstrijd uit bij Paksi. Gábor Gyömbér maakte het doelpunt. Nagy begon aan dit duel als wisselspeler, maar coach Thomas Doll bracht hem na de rust in als vervanger van Roland Ugrai. Vijf dagen later won Ferencváros met 0–4 van Videoton in de finale van de Magyar Kupa. Nagy begon in de basis en werd na zeventig minuten spelen gewisseld voor Gyömbér. In zijn eerste seizoen bleef het bij één optreden in de competitie, maar in het seizoen 2015/16 kwam hij daarin 25 keer in actie. Nagy won dat jaar zowel het landskampioenschap, de nationale beker als de supercup met Ferencváros.
Nagy tekende in juli 2016 een contract tot medio 2021 bij Bologna, de nummer veertien van de Serie A in het voorgaande seizoen. Na drie seizoenen werd de Hongaar voor een bedrag van circa twee miljoen overgenomen door Bristol City, waar hij zijn handtekening zette onder een verbintenis voor de duur van drie seizoenen, met een optie op een jaar extra. In de zomer van 2021 keerde Nagy terug naar Italië, waar hij voor vier seizoenen tekende bij Pisa.
Spezia huurde de Hongaar in januari 2024 voor een half seizoen. In dat halve seizoen speelde Nagy zestien competitiewedstrijden voor Spezia en hij wist met dat team één punt boven de degradatiestreep te eindigen. Hierop lichtte de club een optie in het huurcontract, waardoor hij voor een bedrag van circa een miljoen euro werd overgenomen. Hij tekende vervolgens een contract tot medio 2027.

## Clubstatistieken
| Seizoen | Club         | Competitie        | Competitie | Competitie | Beker | Beker | Internationaal | Internationaal | Totaal | Totaal |
| Seizoen | Club         | Competitie        | Wed.       | Dlp.       | Wed.  | Dlp.  | Wed.           | Dlp.           | Wed.   | Dlp.   |
| ------- | ------------ | ----------------- | ---------- | ---------- | ----- | ----- | -------------- | -------------- | ------ | ------ |
| 2014/15 | Ferecváros   | Nemzeti Bajnokság | 1          | 0          | 6     | 0     | 0              | 0              | 7      | 0      |
| 2015/16 | Ferecváros   | Nemzeti Bajnokság | 25         | 0          | 4     | 0     | 0              | 0              | 29     | 0      |
| 2016/17 | Bologna      | Serie A           | 25         | 0          | 3     | 0     | —              | —              | 28     | 0      |
| 2017/18 | Bologna      | Serie A           | 12         | 1          | 1     | 0     | —              | —              | 13     | 1      |
| 2018/19 | Bologna      | Serie A           | 14         | 0          | 2     | 0     | —              | —              | 16     | 0      |
| 2019/20 | Bristol City | Championship      | 23         | 1          | 3     | 0     | —              | —              | 26     | 1      |
| 2020/21 | Bristol City | Championship      | 31         | 2          | 4     | 0     | —              | —              | 35     | 2      |
| 2021/22 | Pisa         | Serie B           | 38         | 0          | 0     | 0     | —              | —              | 38     | 0      |
| 2022/23 | Pisa         | Serie B           | 34         | 0          | 1     | 0     | —              | —              | 35     | 0      |
| 2023/24 | Pisa         | Serie B           | 11         | 0          | 1     | 0     | —              | —              | 12     | 0      |
| 2023/24 | → Spezia     | Serie B           | 16         | 0          | 0     | 0     | —              | —              | 16     | 0      |
| 2024/25 | Spezia       | Serie B           | 34         | 0          | 0     | 0     | —              | —              | 34     | 0      |
| Totaal  | Totaal       | Totaal            | 264        | 4          | 26    | 0     | 0              | 0              | 290    | 4      |

Bijgewerkt op 18 juni 2025.

## Interlandcarrière
Nagy maakte op 7 september 2015 zijn debuut in het Hongaars voetbalelftal, toen met 1–1 gelijkgespeeld werd op bezoek bij Noord-Ierland door doelpunten van Richárd Guzmics en Kyle Lafferty. Hij begon onder bondscoach Bernd Storck als reservespeler aan het duel. Na 23 minuten maakte hij zijn entree als vervanger van Ákos Elek.
Nagy nam in juni 2016 met het Hongaars elftal deel aan het Europees kampioenschap voetbal 2016. Hongarije werd in de achtste finale uitgeschakeld door België (0–4), nadat het in de groepsfase als winnaar boven IJsland en Portugal eindigde. Nagy kwam op het EK in drie duels in actie, negentig minuten in alle drie. Zijn toenmalige teamgenoten Stanislav Šesták (Slowakije), Dénes Dibusz, Ádám Pintér, Zoltán Gera en Dániel Böde (allen eveneens Hongarije) deden ook mee aan het EK. Zijn eerste doelpunt maakte Nagy tijdens zijn negenentwintigste interlandoptreden, op 18 november 2018. Op die dag werd in het kader van de Nations League 2018/19 gespeeld tegen Finland. Nadat Ádám Szalai voor de openingstreffer had getekend, zorgde Nagy met een treffer zeven minuten voor rust voor de beslissende 2–0.
In juni 2021 werd Nagy door bondscoach Marco Rossi opgenomen in de Hongaarse selectie voor het uitgestelde EK 2020. Op het toernooi werd Hongarije uitgeschakeld in de groepsfase na een nederlaag tegen Portugal (0–3) en gelijke spelen tegen Frankrijk (1–1) en Duitsland (2–2). Nagy speelde in alle drie wedstrijden mee. Zijn toenmalige teamgenoot Tomáš Kalas (Tsjechië) was ook actief op het EK.
Nagy werd in mei 2024 door Rossi opgenomen in de selectie van Hongarije voor het EK 2024 in Duitsland. Hongarije werd in de groepsfase uitgeschakeld na nederlagen tegen Zwitserland (1–3) en Duitsland (2–0) en een overwinning op Schotland (0–1). Nagy kwam op het EK in alle duels in actie.
| Interlands van Ádám Nagy voor Hongarije | Interlands van Ádám Nagy voor Hongarije | Interlands van Ádám Nagy voor Hongarije | Interlands van Ádám Nagy voor Hongarije | Interlands van Ádám Nagy voor Hongarije | Interlands van Ádám Nagy voor Hongarije | Interlands van Ádám Nagy voor Hongarije |
| №                                       | Datum                                   | Wedstrijd                               | Uitslag                                 | Competitie                              | Goals                                   |                                         |
| Als speler bij Ferencváros              | Als speler bij Ferencváros              | Als speler bij Ferencváros              | Als speler bij Ferencváros              | Als speler bij Ferencváros              | Als speler bij Ferencváros              | Als speler bij Ferencváros              |
| --------------------------------------- | --------------------------------------- | --------------------------------------- | --------------------------------------- | --------------------------------------- | --------------------------------------- | --------------------------------------- |
| 1                                       | 7 september 2015                        | Noord-Ierland – Hongarije               | 1 – 1                                   | EK 2016 kwalificatie                    |                                         |                                         |
| 2                                       | 8 oktober 2015                          | Hongarije – Faeröer                     | 2 – 1                                   | EK 2016 kwalificatie                    |                                         |                                         |
| 3                                       | 11 oktober 2015                         | Griekenland – Hongarije                 | 4 – 3                                   | EK 2016 kwalificatie                    |                                         |                                         |
| 4                                       | 12 november 2015                        | Noorwegen – Hongarije                   | 0 – 1                                   | EK 2016 kwalificatie                    |                                         |                                         |
| 5                                       | 15 november 2015                        | Hongarije – Noorwegen                   | 2 – 1                                   | EK 2016 kwalificatie                    |                                         |                                         |
| 6                                       | 26 maart 2016                           | Hongarije – Kroatië                     | 1 – 1                                   | Vriendschappelijk                       |                                         |                                         |
| 7                                       | 20 mei 2016                             | Hongarije – Ivoorkust                   | 0 – 0                                   | Vriendschappelijk                       |                                         |                                         |
| 8                                       | 4 juni 2016                             | Duitsland – Hongarije                   | 2 – 0                                   | Vriendschappelijk                       |                                         |                                         |
| 9                                       | 14 juni 2016                            | Oostenrijk – Hongarije                  | 0 – 2                                   | EK 2016                                 |                                         |                                         |
| 10                                      | 18 juni 2016                            | IJsland – Hongarije                     | 1 – 1                                   | EK 2016                                 |                                         |                                         |
| 11                                      | 26 juni 2016                            | Hongarije – België                      | 0 – 4                                   | EK 2016                                 |                                         |                                         |
| Als speler bij Bologna                  |                                         |                                         |                                         |                                         |                                         |                                         |
| 12                                      | 6 september 2016                        | Faeröer – Hongarije                     | 0 – 0                                   | WK 2018 kwalificatie                    |                                         |                                         |
| 13                                      | 7 oktober 2016                          | Hongarije – Zwitserland                 | 2 – 3                                   | WK 2018 kwalificatie                    |                                         |                                         |
| 14                                      | 10 oktober 2016                         | Letland – Hongarije                     | 0 – 2                                   | WK 2018 kwalificatie                    |                                         |                                         |
| 15                                      | 13 november 2016                        | Hongarije – Andorra                     | 4 – 0                                   | WK 2018 kwalificatie                    |                                         |                                         |
| 16                                      | 25 maart 2017                           | Portugal – Hongarije                    | 3 – 0                                   | WK 2018 kwalificatie                    |                                         |                                         |
| 17                                      | 5 juni 2017                             | Hongarije – Rusland                     | 0 – 3                                   | Vriendschappelijk                       |                                         |                                         |
| 18                                      | 9 juni 2017                             | Andorra – Hongarije                     | 1 – 0                                   | WK 2018 kwalificatie                    |                                         |                                         |
| 19                                      | 31 augustus 2017                        | Hongarije – Letland                     | 3 – 1                                   | WK 2018 kwalificatie                    |                                         |                                         |
| 20                                      | 7 oktober 2017                          | Zwitserland – Hongarije                 | 5 – 2                                   | WK 2018 kwalificatie                    |                                         |                                         |
| 21                                      | 10 oktober 2017                         | Hongarije – Faeröer                     | 1 – 0                                   | WK 2018 kwalificatie                    |                                         |                                         |
| 22                                      | 9 november 2017                         | Luxemburg – Hongarije                   | 2 – 1                                   | Vriendschappelijk                       |                                         |                                         |
| 23                                      | 14 november 2017                        | Hongarije – Costa Rica                  | 1 – 0                                   | Vriendschappelijk                       |                                         |                                         |
| 24                                      | 6 juni 2018                             | Wit-Rusland – Hongarije                 | 1 – 1                                   | Vriendschappelijk                       |                                         |                                         |
| 25                                      | 11 september 2018                       | Hongarije – Griekenland                 | 2 – 1                                   | Nations League 2018/19                  |                                         |                                         |
| 26                                      | 12 oktober 2018                         | Griekenland – Hongarije                 | 1 – 0                                   | Nations League 2018/19                  |                                         |                                         |
| 27                                      | 15 oktober 2018                         | Estland – Hongarije                     | 3 – 3                                   | Nations League 2018/19                  |                                         |                                         |
| 28                                      | 15 november 2018                        | Hongarije – Estland                     | 2 – 0                                   | Nations League 2018/19                  |                                         |                                         |
| 29                                      | 18 november 2018                        | Hongarije – Finland                     | 2 – 0                                   | Nations League 2018/19                  | 38'                                     |                                         |
| 30                                      | 21 maart 2019                           | Slowakije – Hongarije                   | 2 – 0                                   | EK 2020 kwalificatie                    |                                         |                                         |
| 31                                      | 24 maart 2019                           | Hongarije – Kroatië                     | 2 – 1                                   | EK 2020 kwalificatie                    |                                         |                                         |
| 32                                      | 8 juni 2019                             | Azerbeidzjan – Hongarije                | 1 – 3                                   | EK 2020 kwalificatie                    |                                         |                                         |
| 33                                      | 11 juni 2019                            | Hongarije – Wales                       | 1 – 0                                   | EK 2020 kwalificatie                    |                                         |                                         |
| Als speler bij Bristol City             |                                         |                                         |                                         |                                         |                                         |                                         |
| 34                                      | 9 september 2019                        | Hongarije – Slowakije                   | 1 – 2                                   | EK 2020 kwalificatie                    |                                         |                                         |
| 35                                      | 15 november 2019                        | Hongarije – Uruguay                     | 1 – 2                                   | Vriendschappelijk                       |                                         |                                         |
| 36                                      | 19 november 2019                        | Wales – Hongarije                       | 2 – 0                                   | EK 2020 kwalificatie                    |                                         |                                         |
| 37                                      | 3 september 2020                        | Turkije – Hongarije                     | 0 – 1                                   | Nations League 2020/21                  |                                         |                                         |
| 38                                      | 6 september 2020                        | Hongarije – Rusland                     | 2 – 3                                   | Nations League 2020/21                  |                                         |                                         |
| 39                                      | 8 oktober 2020                          | Bulgarije – Hongarije                   | 1 – 3                                   | EK 2020 kwalificatie                    |                                         |                                         |
| 40                                      | 11 oktober 2020                         | Servië – Hongarije                      | 0 – 1                                   | Nations League 2020/21                  |                                         |                                         |
| 41                                      | 14 oktober 2020                         | Rusland – Hongarije                     | 0 – 0                                   | Nations League 2020/21                  |                                         |                                         |
| 42                                      | 12 november 2020                        | Hongarije – IJsland                     | 2 – 1                                   | EK 2020 kwalificatie                    |                                         |                                         |
| 43                                      | 15 november 2020                        | Hongarije – Servië                      | 1 – 1                                   | Nations League 2020/21                  |                                         |                                         |
| 44                                      | 18 november 2020                        | Hongarije – Turkije                     | 2 – 0                                   | Nations League 2020/21                  |                                         |                                         |
| 45                                      | 25 maart 2021                           | Hongarije – Polen                       | 3 – 3                                   | WK 2022 kwalificatie                    |                                         |                                         |
| 46                                      | 31 maart 2021                           | Andorra – Hongarije                     | 1 – 4                                   | WK 2022 kwalificatie                    |                                         |                                         |
| 47                                      | 4 juni 2021                             | Hongarije – Cyprus                      | 1 – 0                                   | Vriendschappelijk                       |                                         |                                         |
| 48                                      | 8 juni 2021                             | Hongarije – Ierland                     | 0 – 0                                   | Vriendschappelijk                       |                                         |                                         |
| 49                                      | 15 juni 2021                            | Hongarije – Portugal                    | 0 – 3                                   | EK 2020                                 |                                         |                                         |
| 50                                      | 19 juni 2021                            | Hongarije – Frankrijk                   | 1 – 1                                   | EK 2020                                 | 45+2'                                   |                                         |
| 51                                      | 23 juni 2021                            | Duitsland – Hongarije                   | 2 – 2                                   | EK 2020                                 |                                         |                                         |
| Als speler bij Pisa                     |                                         |                                         |                                         |                                         |                                         |                                         |
| 52                                      | 5 september 2021                        | Albanië – Hongarije                     | 1 – 0                                   | WK 2022 kwalificatie                    |                                         |                                         |
| 53                                      | 8 september 2021                        | Hongarije – Andorra                     | 2 – 1                                   | WK 2022 kwalificatie                    |                                         |                                         |
| 53                                      | 9 oktober 2021                          | Hongarije – Albanië                     | 0 – 1                                   | WK 2022 kwalificatie                    |                                         |                                         |
| 53                                      | 12 oktober 2021                         | Engeland – Hongarije                    | 1 – 1                                   | WK 2022 kwalificatie                    |                                         |                                         |
| 53                                      | 12 november 2021                        | Hongarije – San Marino                  | 4 – 0                                   | WK 2022 kwalificatie                    |                                         |                                         |
| 57                                      | 15 november 2021                        | Polen – Hongarije                       | 1 – 2                                   | WK 2022 kwalificatie                    |                                         |                                         |
| 58                                      | 24 maart 2022                           | Hongarije – Servië                      | 0 – 1                                   | Vriendschappelijk                       |                                         |                                         |
| 59                                      | 29 maart 2022                           | Noord-Ierland – Hongarije               | 0 – 1                                   | Vriendschappelijk                       |                                         |                                         |
| 60                                      | 4 juni 2022                             | Hongarije – Engeland                    | 1 – 0                                   | Nations League 2022/23                  |                                         |                                         |
| 61                                      | 7 juni 2022                             | Italië – Hongarije                      | 2 – 1                                   | Nations League 2022/23                  |                                         |                                         |
| 62                                      | 11 juni 2022                            | Hongarije – Duitsland                   | 1 – 1                                   | Nations League 2022/23                  |                                         |                                         |
| 63                                      | 14 juni 2022                            | Engeland – Hongarije                    | 0 – 4                                   | Nations League 2022/23                  |                                         |                                         |
| 64                                      | 23 september 2022                       | Duitsland – Hongarije                   | 0 – 1                                   | Nations League 2022/23                  |                                         |                                         |
| 65                                      | 26 september 2022                       | Hongarije – Italië                      | 0 – 2                                   | Nations League 2022/23                  |                                         |                                         |
| 66                                      | 17 november 2022                        | Luxemburg – Hongarije                   | 2 – 2                                   | Vriendschappelijk                       |                                         |                                         |
| 67                                      | 20 november 2022                        | Hongarije – Griekenland                 | 2 – 1                                   | Vriendschappelijk                       |                                         |                                         |
| 68                                      | 23 maart 2023                           | Hongarije – Estland                     | 1 – 0                                   | Vriendschappelijk                       |                                         |                                         |
| 69                                      | 27 maart 2023                           | Hongarije – Bulgarije                   | 3 – 0                                   | EK 2024 kwalificatie                    |                                         |                                         |
| 70                                      | 17 juni 2023                            | Montenegro – Hongarije                  | 0 – 0                                   | EK 2024 kwalificatie                    |                                         |                                         |
| 71                                      | 20 juni 2023                            | Hongarije – Litouwen                    | 2 – 0                                   | EK 2024 kwalificatie                    |                                         |                                         |
| 72                                      | 7 september 2023                        | Servië – Hongarije                      | 1 – 2                                   | EK 2024 kwalificatie                    |                                         |                                         |
| 73                                      | 10 september 2023                       | Hongarije – Tsjechië                    | 1 – 1                                   | Vriendschappelijk                       |                                         |                                         |
| 74                                      | 14 oktober 2023                         | Hongarije – Servië                      | 2 – 1                                   | EK 2024 kwalificatie                    |                                         |                                         |
| 75                                      | 17 oktober 2023                         | Litouwen – Hongarije                    | 2 – 2                                   | EK 2024 kwalificatie                    |                                         |                                         |
| 76                                      | 16 november 2023                        | Bulgarije – Hongarije                   | 2 – 2                                   | EK 2024 kwalificatie                    |                                         |                                         |
| 77                                      | 19 november 2023                        | Hongarije – Montenegro                  | 3 – 1                                   | EK 2024 kwalificatie                    | 90+3'                                   |                                         |
| Als speler bij Spezia                   |                                         |                                         |                                         |                                         |                                         |                                         |
| 78                                      | 22 maart 2024                           | Hongarije – Turkije                     | 1 – 0                                   | Vriendschappelijk                       |                                         |                                         |
| 79                                      | 26 maart 2024                           | Hongarije – Kosovo                      | 2 – 0                                   | Vriendschappelijk                       |                                         |                                         |
| 80                                      | 4 juni 2024                             | Ierland – Hongarije                     | 2 – 1                                   | Vriendschappelijk                       |                                         |                                         |
| 81                                      | 8 juni 2024                             | Hongarije – Israël                      | 3 – 0                                   | Vriendschappelijk                       |                                         |                                         |
| 82                                      | 15 juni 2024                            | Hongarije – Zwitserland                 | 1 – 3                                   | EK 2024                                 |                                         |                                         |
| 83                                      | 19 juni 2024                            | Duitsland – Hongarije                   | 2 – 0                                   | EK 2024                                 |                                         |                                         |
| 84                                      | 23 juni 2024                            | Schotland – Hongarije                   | 0 – 1                                   | EK 2024                                 |                                         |                                         |
| 85                                      | 7 september 2024                        | Duitsland – Hongarije                   | 5 – 0                                   | Nations League 2024/25                  |                                         |                                         |
| 86                                      | 11 oktober 2024                         | Hongarije – Nederland                   | 1 – 1                                   | Nations League 2024/25                  |                                         |                                         |
| 87                                      | 14 oktober 2024                         | Bosnië en Herzegovina – Hongarije       | 0 – 2                                   | Nations League 2024/25                  |                                         |                                         |
| 88                                      | 16 november 2024                        | Nederland – Hongarije                   | 4 – 0                                   | Nations League 2024/25                  |                                         |                                         |

Bijgewerkt op 18 juni 2025.

## Erelijst
| Kampioen Nemzeti Bajnokság | 1 | 2015/16          |
| Magyar Kupa                | 2 | 2014/15, 2015/16 |
| Ligakupa                   | 2 | 2014/15          |
| Szuperkupa                 | 1 | 2015/16          |